# 日本艾滋病疫情
艾滋病近年来在日本被认为是一种严重的健康问题。然而，日本公众整体上对艾滋病等性传播疾病的认识程度仍很低。据世界卫生组织2006年12月份报告，日本共有17000例艾滋病病例。艾滋病感染人数占日本总人口约0.01%。日本是世界上艾滋病感染比例最低的国家之一。